# Acanthocranaus
Acanthocranaus is een geslacht van hooiwagens uit de familie Cranaidae.
De wetenschappelijke naam Acanthocranaus is voor het eerst geldig gepubliceerd door Roewer in 1913. 

## Soorten
Acanthocranaus is monotypisch en omvat slechts de volgende soort:
- Acanthocranaus calcariger